# فلیکس آقایان
فلیکس آقایان (به ارمنی: Ֆելիքս Աղայան) (زاده ۱۹۱۵)، سیاستمدار ارمنی‌تبار اهل ایران که در دوره نوزدهم (۱۹۵۶-۱۹۶۰) نمایندگی ارمنی‌های جنوب ایران، و در دوره‌های بیستم و بیست و یکم (۱۹۶۱-۱۹۶۷) نمایندگی ارمنی‌های شمال ایران را در مجلس شورای ملی برعهده داشت.

## زندگی‌نامه
وی در ۱۹۱۵ میلادی (۱۲۹۴ خورشیدی) در تهران به دنیا آمد. وی فرزند آلکساندر آقایان، نماینده دوره پنجم مجلس شورای ملی بود.  وی پس از تکمیل تحصیلات عالی خود، به عنوان مشاور اقتصادی و حقوقی مشغول به کار گردید. او سال‌ها رئیس فدراسیون اسکی و کوه نوردی بود و همچنین در طول سال‌های فعالیتش از حوزهٔ انتخاباتی تهران به نمایندگی مجلس سنای دوره پنجم و ششم برگزیده شد. 